# Ancylotrypa fasciata
Ancylotrypa fasciata là một loài nhện trong họ Cyrtaucheniidae. Loài này phân bố ờ Kenya.